# Дейна Баррос
Дейна Брюс Баррос (англ. Dana Bruce Barros, нар. 13 квітня 1967, Бостон, США) — американський професіональний баскетболіст, що грав на позиції атакувального захисника за низку команд НБА.

## Ігрова кар'єра
На університетському рівні грав за команду Бостон Колледж (1985–1989). 
1989 року був обраний у першому раунді драфту НБА під загальним 16-м номером командою «Сіетл Суперсонікс». Захищав кольори команди із Сіетла протягом наступних 4 сезонів, був резервістом Гарі Пейтона.
З 1993 по 1995 рік грав у складі «Філадельфія Севенті-Сіксерс». У «Філадельфії» його роль значно росла, як і статистика та ігровий час. 1995 року взяв участь у матчі всіх зірок НБА. Також того сезону був визнаний Найбільш прогресуючим гравцем НБА. Тоді ж встановив рекорд НБА, влучаючи принаймні один триочковий кидок у 89 матчах поспіль. Цей рекорд вдалося побити лише 2013 року Кайлу Корверу. Баррос чотири рази брав участь у конкурсі триочкових кидків, двічі зайнявши друге місце.
1995 року перейшов до «Бостон Селтікс», у складі якої провів наступні 5 сезонів своєї кар'єри.
Наступною командою в кар'єрі гравця була «Детройт Пістонс», за яку він відіграв 2 сезони.
Останньою ж командою в кар'єрі гравця стала «Бостон Селтікс», до складу якої він повернувся 2004 року і за яку відіграв лише частину сезону.

## Статистика виступів

### Регулярний сезон
| Сезон              | Команда                       | GP  | GS  | MPG  | FG%  | 3P%  | FT%   | RPG | APG | SPG | BPG | PPG  |
| ------------------ | ----------------------------- | --- | --- | ---- | ---- | ---- | ----- | --- | --- | --- | --- | ---- |
| 1989–1990          | «Сіетл Суперсонікс»           | 81  | 25  | 20.1 | .405 | .399 | .809  | 1.6 | 2.5 | 0.7 | 0.0 | 9.7  |
| 1990–1991          | «Сіетл Суперсонікс»           | 66  | 0   | 11.4 | .495 | .395 | .918  | 1.1 | 1.7 | 0.3 | 0.0 | 6.3  |
| 1991–1992          | «Сіетл Суперсонікс»           | 75  | 1   | 17.7 | .483 | .446 | .759  | 1.1 | 1.7 | 0.7 | 0.1 | 8.3  |
| 1992–1993          | «Сіетл Суперсонікс»           | 69  | 2   | 18.0 | .451 | .379 | .831  | 1.6 | 2.2 | 0.9 | 0.0 | 7.8  |
| 1993–1994          | «Філадельфія Севенті-Сіксерс» | 81  | 70  | 31.1 | .469 | .381 | .800  | 2.4 | 5.2 | 1.3 | 0.1 | 13.3 |
| 1994–1995          | «Філадельфія Севенті-Сіксерс» | 82  | 82  | 40.5 | .490 | .464 | .899  | 3.3 | 7.5 | 1.8 | 0.0 | 20.6 |
| 1995–1996          | «Бостон Селтікс»              | 80  | 25  | 29.1 | .470 | .408 | .884  | 2.4 | 3.8 | 0.7 | 0.0 | 13.0 |
| 1996–1997          | «Бостон Селтікс»              | 24  | 8   | 29.5 | .435 | .410 | .860  | 2.0 | 3.4 | 1.1 | 0.3 | 12.5 |
| 1997–1998          | «Бостон Селтікс»              | 80  | 15  | 21.1 | .461 | .407 | .847  | 1.9 | 3.6 | 1.0 | 0.1 | 9.8  |
| 1998–1999          | «Бостон Селтікс»              | 50  | 16  | 23.1 | .453 | .400 | .877  | 2.1 | 4.2 | 1.0 | 0.1 | 9.3  |
| 1999–2000          | «Бостон Селтікс»              | 72  | 0   | 15.8 | .451 | .410 | .866  | 1.4 | 1.8 | 0.4 | 0.1 | 7.2  |
| 2000–2001          | «Детройт Пістонс»             | 60  | 0   | 18.0 | .444 | .419 | .850  | 1.6 | 1.8 | 0.5 | 0.0 | 8.0  |
| 2001–2002          | «Детройт Пістонс»             | 29  | 20  | 20.1 | .385 | .338 | .778  | 2.0 | 2.7 | 0.5 | 0.1 | 6.7  |
| 2003–2004          | «Бостон Селтікс»              | 1   | 0   | 11.0 | .667 | .000 | 1.000 | 0.0 | 0.0 | 0.0 | 0.0 | 6.0  |
| Усього за кар'єру  | Усього за кар'єру             | 850 | 264 | 22.9 | .460 | .411 | .858  | 1.9 | 3.3 | 0.9 | 0.1 | 10.5 |
| В іграх усіх зірок | В іграх усіх зірок            | 1   | 0   | 11.0 | .400 | .333 | .000  | 1.0 | 3.0 | 0.0 | 0.0 | 5.0  |

### Плей-оф
| Сезон             | Команда             | GP | GS | MPG  | FG%  | 3P%  | FT%  | RPG | APG | SPG | BPG | PPG |
| ----------------- | ------------------- | -- | -- | ---- | ---- | ---- | ---- | --- | --- | --- | --- | --- |
| 1991              | «Сіетл Суперсонікс» | 3  | 0  | 8.3  | .692 | .400 | .750 | 1.3 | 1.7 | 1.0 | 0.0 | 7.7 |
| 1992              | «Сіетл Суперсонікс» | 7  | 0  | 13.7 | .525 | .588 | –    | 1.0 | 1.1 | 0.6 | 0.0 | 7.4 |
| 1993              | «Сіетл Суперсонікс» | 16 | 0  | 8.5  | .468 | .313 | .750 | 0.8 | 0.8 | 0.3 | 0.0 | 3.4 |
| 2002              | «Детройт Пістонс»   | 4  | 0  | 1.5  | .333 | .000 | –    | 0.0 | 0.3 | 0.0 | 0.0 | 0.5 |
| 2004              | «Бостон Селтікс»    | 1  | 0  | 1.0  | .000 | –    | –    | 0.0 | 0.0 | 0.0 | 0.0 | 0.0 |
| Усього за кар'єру | Усього за кар'єру   | 31 | 0  | 8.5  | .510 | .436 | .750 | 0.7 | 0.8 | 0.4 | 0.0 | 4.3 |